# دیسکو، ایبیزا، لوکومیا
دیسکو، ایبیزا، لوکومیا (به اسپانیایی: Disco, Ibiza, Locomía) یک فیلم زندگی‌نامه‌ای درام به کارگردانی کیکه مائی‌یو است که در سال ۲۰۲۴ منتشر شد.

## گزیدهٔ بازیگران
- خائیمه لورنته[۱]
- بلانکا سوآرس[۱]
- آلبرتو آمان[۱]
- آلخاندرو اسپیتزر[۳]
- آلبرت بارو[۴]
- اوا یوراک[۵]